# Familie (Paul de Reus)
Familie is een artistiek kunstwerk in Amsterdam-Oost. 
Het is een tweedelige beeldengroep en stelt een familie (vrouw, man, dochter, zoon) voor. Familie is ontworpen door Paul de Reus. Het dateert uit 2008 en is in opdracht van de gemeente Amsterdam of het betreffende Stadsdeel gemaakt. Het staat in het noordwestelijke deel van het Theo van Goghpark.  
Paul de Reus wilde met de twee beelden een spelend gezin weergeven. Een van de regels voor de opdracht was dat het beeld te zien moest zijn van de tramhalte van de IJtram. In de ogen van De Reus kon dat alleen door de mensen te "stapelen". Het meisje staat met haar voeten op de omhoog gestoken benen van de moeder; het jongetje idem op de benen van de vader. Moeder en dochter dragen een roze jurkje, vader en zoon een blauwe broek en een groen shirt. Het beeld lijkt licht qua gewicht, maar weegt 1700 kilogram. De opdrachtgever was bang dat bij het beklimmen of aanraken van het anders holle bronzen beeld geluidsoverlast zou ontstaan, daardoor/tegen werd het volgegoten met beton. 

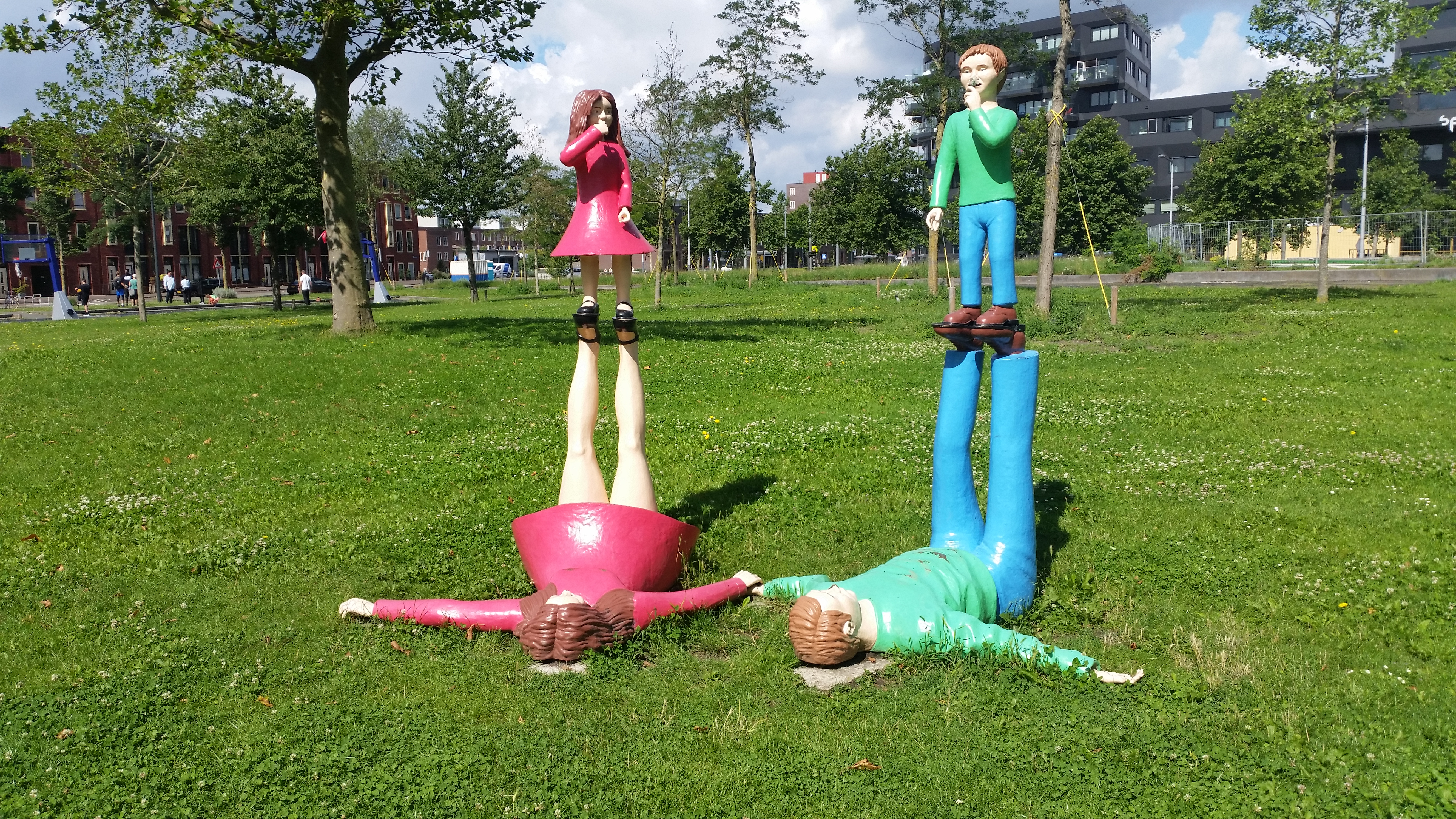
Familie (juli 2020)